# Эйн-Яхав
Эйн-Яхав (ивр. עֵין יַהַב‎) — мошав на юге Израиля. Расположен в северной Араве, на 12 км к югу от мошава Хацева, находится под юрисдикцией регионального совета Центральная Арава. Назван в честь источника Яхав (на иврите: Эйн Яхав; на арабском: Эйн Вейбе), к юго-западу от мошава.

## История

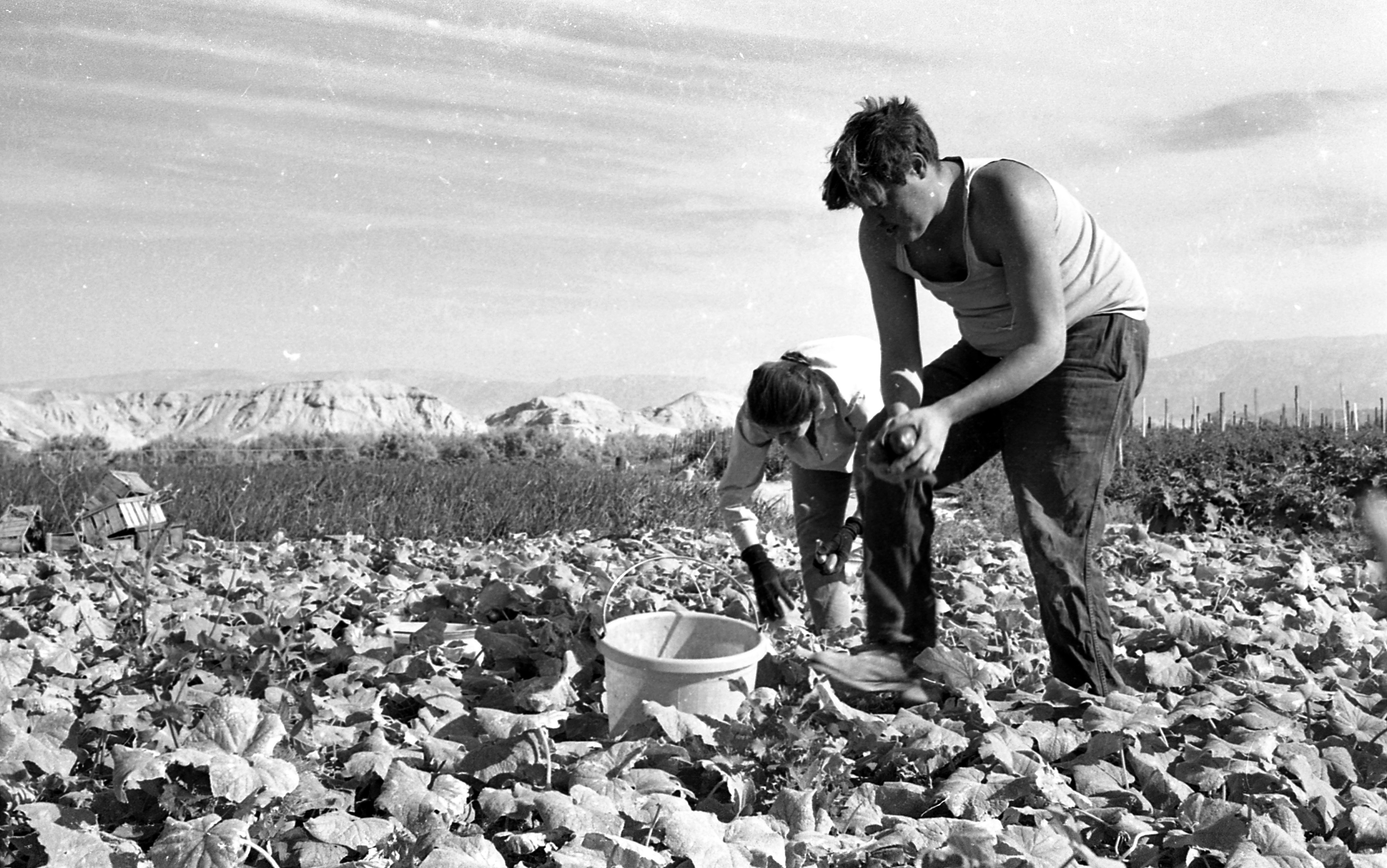
Эйн-Яхав, 1969

В 1950 году экспериментальная сельскохозяйственная станция была основана в Эйн-Яхав членами движения «Шахаль» по заселению засушливых районов Израиля. Позже станция была заброшена, но в октябре 1953 года здесь поселились ветераны ЦАХАЛа. В 1959 году солдатами бригады «Нахаль» в 5 км восточнее первого было основано новое поселение — так называемое поселение Нахаль. В 1962 поселение было передано гражданским, а в 1967 переехало в район нынешнего расположения. В районе мошава находится аэропорт Эйн-Яхав (код аэропорта: EIY).
Недалеко от Эйн-Яхав расположена древняя медеплавильня. Это небольшой холм с почерневшими склонами, покрытыми в основном дроблёным медным шлаком, также распознаются остатки устройств для выплавки меди, использовавшихся в конце раннего бронзового века.
Эйн-Яхав расположен на 100 метров ниже уровня моря.

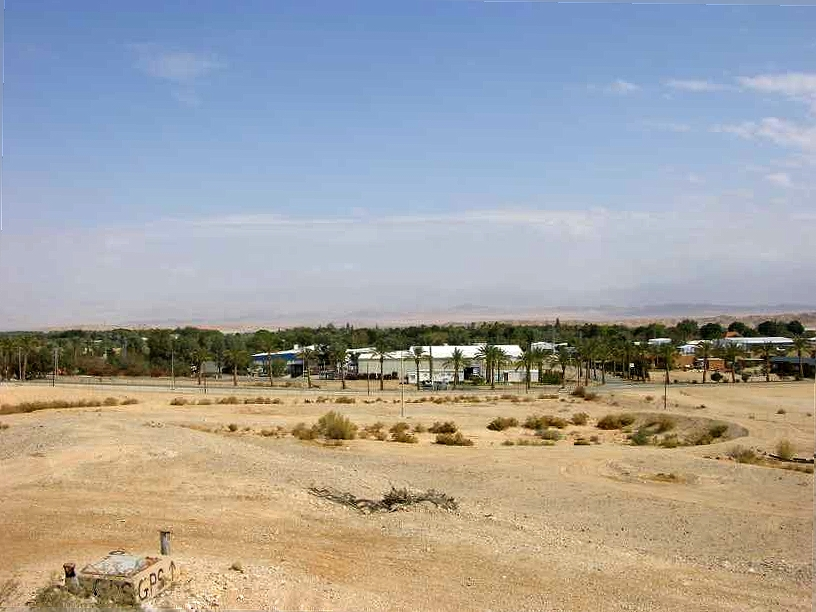
Въезд в мошав Эйн-Яхав
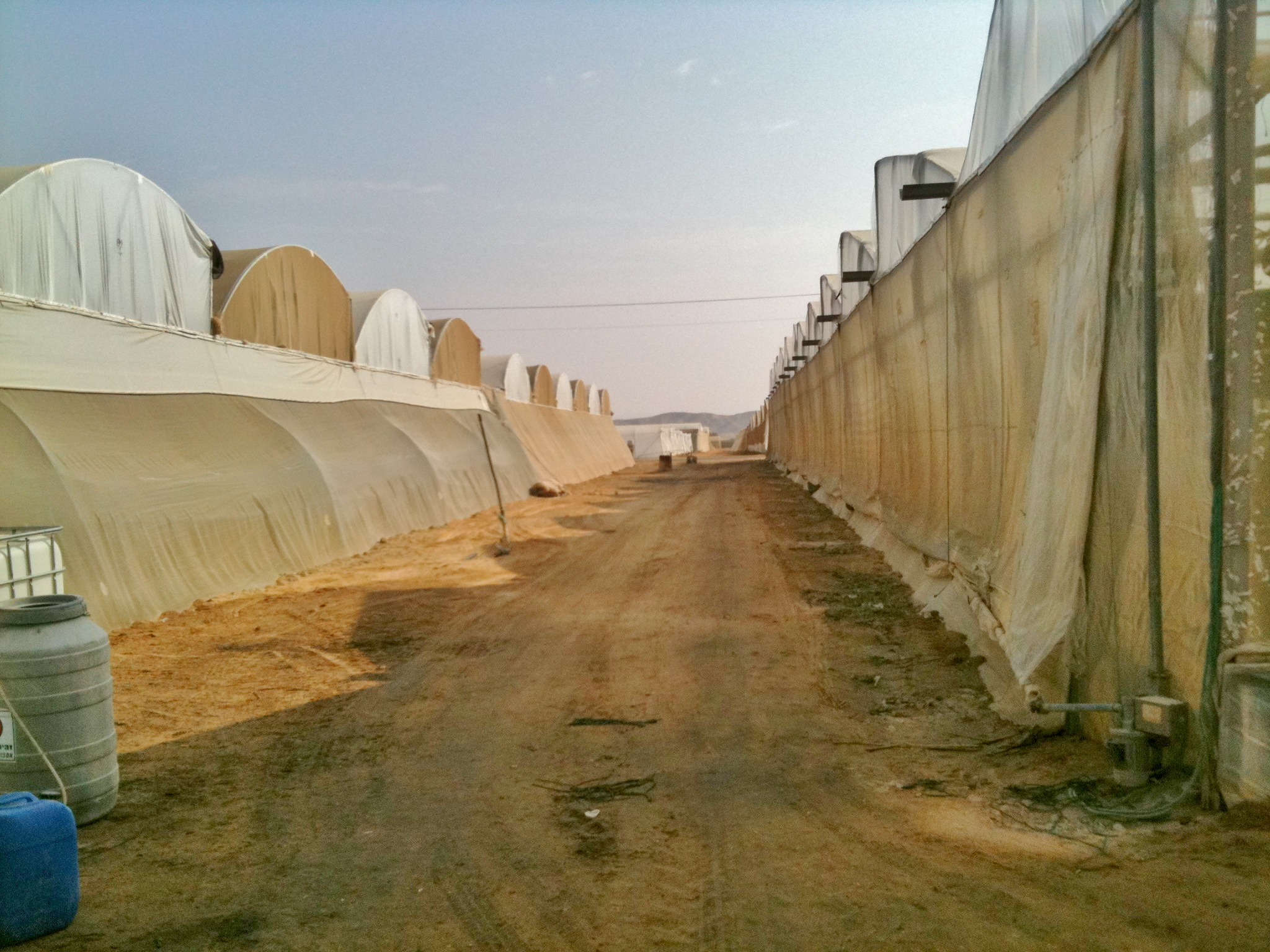
Теплицы в мошаве Эйн-Яхав
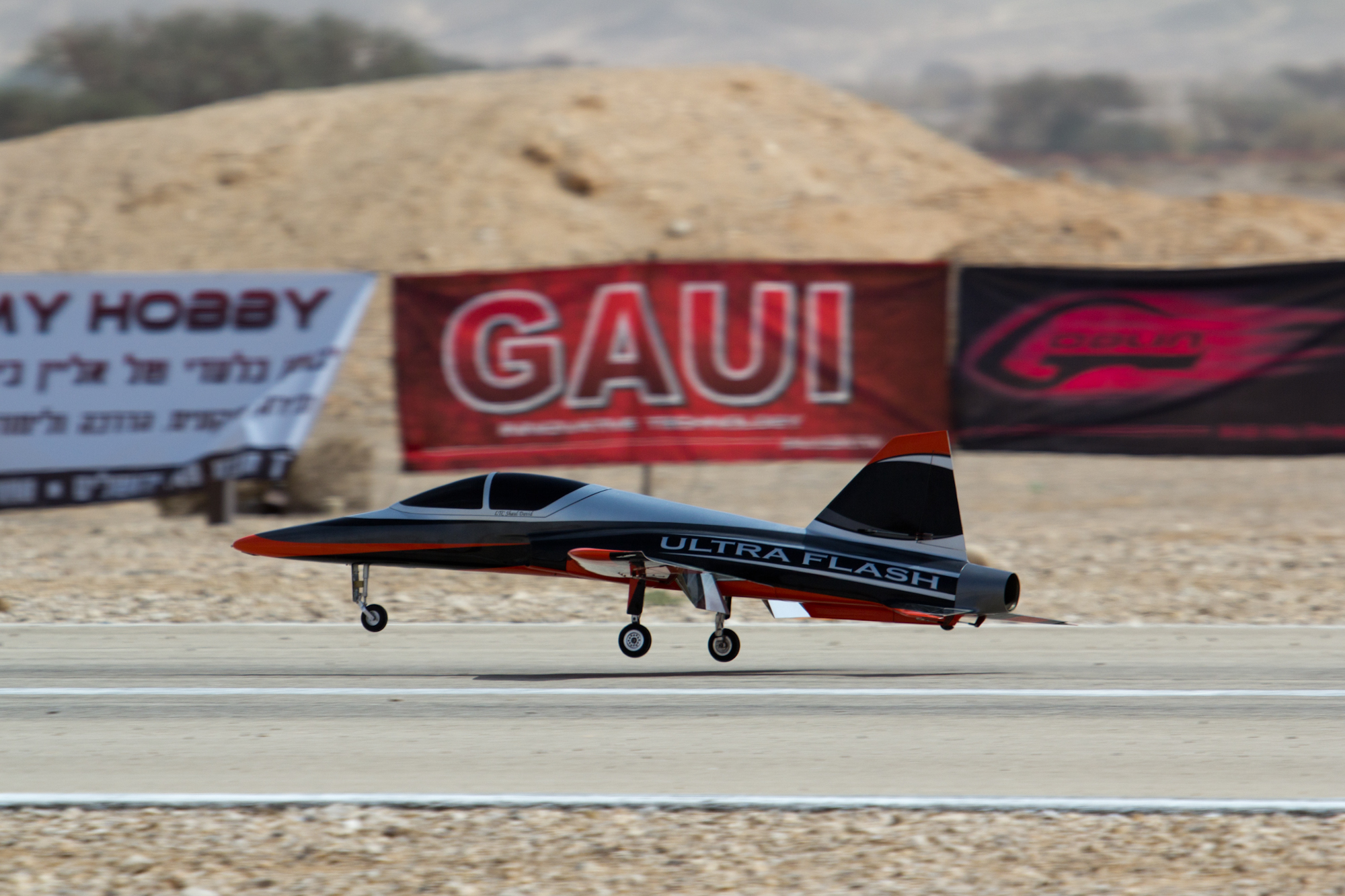
На аэродроме

## Население
По данным Центрального статистического бюро Израиля, население на начало 2020 года составляло 742 человека.